# Il posto
Il posto è un film del 1961 scritto e diretto da Ermanno Olmi.
Presentato alla Mostra del Cinema di Venezia, ottenne il Premio della critica e diede notorietà internazionale al suo autore, alla sua seconda regia cinematografica.
Selezionato tra i 100 film italiani da salvare, nel 2001 il Bellaria Film Festival (al tempo denominato Anteprimaannozero) ne ha celebrato i quarant'anni.

## Trama
(scritta nei titoli di testa)
Nel pieno del boom economico dei primi anni sessanta, un ragazzo di Meda, Domenico, partecipa ad una selezione di lavoro presso una grande azienda di Milano. Vive questo impegno con particolare apprensione a causa della famiglia, che si aspetta da lui che riesca ad ottenere il posto fisso con cui sistemarsi per tutta la vita.
Nel corso delle prove a cui viene sottoposto con gli altri candidati, conosce Antonietta, che si fa chiamare Magalì; il ragazzo trascorre del tempo insieme a lei e tra i due nasce una timida intesa, fatta di sguardi silenziosi e sorrisi. Vengono assunti entrambi, ma poi assegnati a sedi diverse: lei al reparto dattilografia, in sede centrale, lui al reparto tecnico, in una sede distaccata, e lì, in attesa che si liberi un posto da impiegato, deve accontentarsi di lavorare come fattorino. Ostacolato dai turni differenti, Domenico spera di riuscire a rivederla almeno al veglione di Capodanno organizzato dal dopolavoro aziendale, ma lei non si presenta.
La morte di Portioli, un impiegato, infine libera il posto per lui, che può sistemarsi alla sua scrivania, in fondo ad uno stanzone in mezzo ad altri colleghi, indifferenti o addirittura ostili verso il nuovo arrivato, che riflette sulla vita che lo attende. Il lavoro non gli permetterà di lasciare il letto sotto la finestra della casa di ringhiera, mangerà la pastasciutta scotta della mensa, e avrà nelle orecchie il rumore del ciclostile.

## Produzione
Gli attori protagonisti erano non professionisti, e nel ruolo di uno dei due esaminatori del "test psicotecnico" appare il critico cinematografico Tullio Kezich. Loredana Detto, che interpreta il ruolo di Antonietta Masetti, divenne la moglie di Olmi.
I palazzi dell'anonima azienda nel quale viene assunto il protagonista sono quelli della Edison, per la quale Olmi ha lavorato per buona parte degli anni cinquanta realizzando decine di documentari industriali. Nel film viene anche mostrata piazza San Babila, sventrata dai lavori per la costruzione della metropolitana milanese. La scena in cui Domenico prende il treno è stata girata alla stazione di Meda delle FNM.

## Commento
Olmi descrive con onestà e senso della realtà il mondo del lavoro, in un film che racconta «la presa di contatto di Domenico, ancora integro nella sua fresca disponibilità e intelligenza, col desolato, intristito, squallido mondo impiegatizio». Non fa dell'esplicita denuncia sociale, lascia che sia lo spettatore a riflettere su quale sia il prezzo, concreto e ideale, che il giovane dal volto malinconico e smarrito dovrà pagare per aver conquistato, senza nemmeno troppa fatica, quel posto fisso.
Non si tratta solo di una storia individuale, ma della transizione epocale di un'intera società: «I miei primi film sono storie sulla povertà ma in cui c'è sempre un po' della storia del nostro paese. Il passaggio dalle società contadine a quelle operaie, o da queste alla nuova borghesia. Nel Posto lo si vede bene nella casa di Domenico, una cascina in cui non si lavora più la terra ed è diventata solo un dormitorio per gente che va a lavorare in fabbrica e in città. Tra poco in quelle stalle senza più animali avrebbero messo le Lambrette e le Seicento».
Per il dizionario Mereghetti, «un film antispettacolare che, con ironica levità, offre un quadro acuto della condizione piccolo-borghese nella Milano degli anni Sessanta, con attenzione e simpatia per il giovane protagonista.» (giudizio di tre stellette su quattro).
Il film si inserisce in un filone cinematografico italiano critico nei confronti del boom economico, a cui si possono ricondurre anche "La vita agra" di Carlo Lizzani (1964), e "Il maestro di Vigevano" di Elio Petri (1963). «Nel 1964 Carlo Lizzani aveva girato un efficace film tratto da “La vita agra”, con lo stesso titolo, e per protagonista un Ugo Tognazzi in grado di andare ben al di là della sua maschera di quel tempo. Ma non è il solo caso di romanzo trasposto sullo schermo che consente a un attore di diventare strumento critico di quel modello di sviluppo: pensiamo ad Alberto Sordi ne “Il maestro di Vigevano”, nella feroce trasposizione cinematografica di Elio Petri nel 1963 del romanzo di Lucio Mastronardi; mentre, in una dimensione invece priva di grandi individualità attoriali, a ideale completamento di una sequenza sul modo d’essere del lavoro e dell’impresa di quegli anni ante-Statuto, si colloca “Il posto” di Ermanno Olmi, del 1961».

## Riconoscimenti
- 1961 - Mostra internazionale d'arte cinematografica
  - Premio della critica
- 1962 - David di Donatello
  - Miglior regista
- 1962 - Semana Internacional de Cine de Valladolid
  - Espiga de oro